# حمزة هنوري
حمزة هنوري (مواليد 22 يناير 1998، الجديدة)، لاعب كرة قدم مغربي، يشغل مركز لاعب وسط في نادي الفتح الرباطي.

## مسيرته

### مع الأندية
بدأ حمزة خنوري مسيرته الكروية في أكاديمية الدفاع الحسني الجديدي في مسقط رأسه. في 16 أبريل 2017، ظهر لأول مرة مع الفريق الأول عندما لعب ضد نهضة بركان (انتهت بتعادل 0-0). وفي نهاية موسم 2016-2017 احتل مع فريقه وصافة الدوري.
في 21 فبراير 2018، شارك أول مباراة رسمية له، بمناسبة مباراة ضمن دوري أبطال أفريقيا ضد بنفيكا بيساو (انتهت بالتعادل 0-0).
في 9 أغسطس 2022، تعاقد لمدة ثلاثة مواسم مع الفتح الرباطي . في 2 سبتمبر 2022، لعب أول مباراة له مع الفتح في مباراة بالدوري ضد الوداد (انتهت بالتعادل 1-1). في 9 أكتوبر 2022، سجّل أول ثنائية له في مسيرته، وذلك ضد نادي أولمبيك خريبكة (انتهت بالفوز 3-2). في 4 يناير 2023، سجل هاتريك ضد نادي الاتحاد التوركي (انتهت بالفوز 3-0).

### مع المنتخب
في يوليو 2017، كان حمزة هنوري ضمن قائمة 19 لاعباً مغربياً اختارهم مارك فوت للمشاركة في الألعاب الفرانكوفونية 2017. في 28 يوليو 2017، لعب في نصف نهائي المسابقة ضد منتخب الكونغو الديمقراطية تحت سن 18 وسجل هدف الفوز في الدقيقة 85 (انتهت بالفوز 1-0). في 30 يوليو 2017، تُوّج بالبطولة رفقة المنتخب المغربي، بعد الفوز في المباراة النهائية ضد منتخب ساحل العاج بضربات الترجيح (7-6)، بعد انتهاء الوقت الأصلي بالتعادل 1-1، وذلك على ملعب فيليكس هوفويت-بواني في أبيدجان بحضور 30 ألف متفرج. وقد شارك هنوري في هذه البطولة رفقة لاعبين على غرار أشرف داري وسفيان كيين وزكرياء الوردي.
كما خاض هنوري عدة مباريات دولية مع المنتخب المغرب تحت 20 سنة، والمنتخب المغرب تحت 23 سنة.

## الإنجازات

### مع الأندية
الدفاع الحسني الجديدي
- البطولة المغربية
  - الوصافة: 2017

### مع المنتخب
المغرب تحت 20 سنة
- الألعاب الفرانكوفونية (1)
  - البطولة : 2017

## روابط خارجية
- حمزة هنوري على موقع إي إس بي إن إف سي (الإنجليزية)
- حمزة هنوري على موقع قاعدة بيانات كرة القدم.إي يو (الإنجليزية)
- حمزة هنوري على موقع Soccerway.com (الإنجليزية)
- حمزة هنوري على موقع كووورة